# Априлово (Тирговиштська область)
Апри́лово (болг. Априлово) — село в Тирговиштській області Болгарії. Входить до складу общини Попово.

## Населення
За даними перепису населення 2011 року у селі проживали 397 осіб.
Національний склад населення села:
| Національність   | Кількість осіб | Відсоток |
| ---------------- | -------------- | -------- |
| цигани           | 222            | 58,9%    |
| болгари          | 90             | 23,9%    |
| турки            | 64             | 17,0%    |
| Всього відповіли | 377            |          |

Розподіл населення за віком у 2011 році:
Динаміка населення: